# 作廢及無效條例
《作廢及無效條例》（英語：Null and Void Ordinance）是英格蘭國會於1647年8月20日通過的一項條例。1647年7月26日，示威者前往國會，將獨立議員及議長驅離西敏。8月20日，奧利華·克倫威爾在武裝護送下侵入國會，隨即通過《作廢及無效條例》，撤消了自7月26日以來的所有國會程序。大多數長老會議員隨後退出國會，導致獨立議員過半數。